# Operação Fall Rot

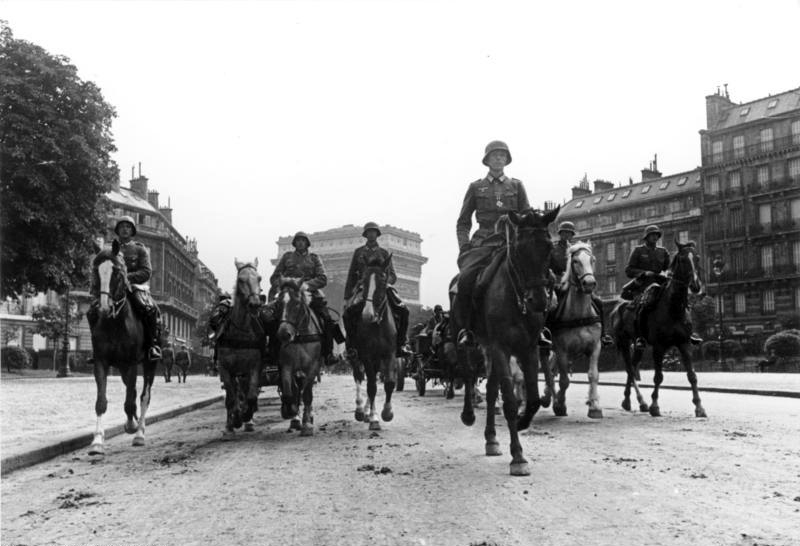
Tropas alemãs em Paris.

Durante a Segunda Guerra Mundial, a Operação Fall Rot, também conhecida por Fall Rot (Caso Vermelho), foi a segunda fase da conquista da França por parte da Wehrmacht. Iniciada no dia 5 de Junho de 1940, foi realizada graças ao sucesso da Fall Gelb (Caso Amarelho), a invasão da Bélgica, da Holanda e do Luxemburgo, a primeira fase da Batalha de França. Nesta segunda fase, o objectivo era o de movimentar um grande número de tropas e conquistar vastas regiões francesas.
A Fall Rot consistia em duas sub-operações, um ataque preliminar a oeste que começou no dia 5 de Junho, no rio Somme, em direcção ao Sena, e a principal ofensiva, que começou a 9 de Junho no centro, no rio Aisne.
No dia 22 de Junho, a França estaria derrotada, e no dia 25 assinaria a rendição.